# Guthrie, Kentucky
Guthrie är en ort i Todd County, Kentucky, USA. År 2010 hade orten 1 419 invånare. Den har enligt United States Census Bureau en area på 5 km², ungefär allt är land.

## Kända personer från Guthrie
- Robert Penn Warren, poet